# 369 Аерія
369 Аерія (369 Aëria) — астероїд головного поясу, відкритий 4 липня 1893 року Альфонсом Бореллі у Марселі.